# Griva daurada de l'Himàlaia
La griva daurada de l'Himàlaia o griva daurada (Zoothera dauma) és una espècie d'ocell de la família dels túrdids (Turdidae) que modernament alguns especialistes han separat de Zoothera aurea.

## Hàbitat i distribució
Habita el pis inferior dels boscos dels turons i muntanyes del nord del Pakistan, l'Índia, Bangladesh, Sri Lanka, Tibet, Xina, Taiwan, Sud-est asiàtic, Sumatra, Java, Bali i Lombok.

## Subespècies
Segons la Classificació del Congrés Ornitològic Internacional (versió 3.3, 2013) les subespècies aurea i toratugumi formarien una espècie diferent, Zoothera aurea. Aquesta és la griva daurada que arriba ocasionalment als Països Catalans i altres indrets de l'Europa occidental. Zoothera dauma (sensu stricto) inclouria horsfieldi considerada una espècie en altres classificacions, i altres dues subespècies:
- Z. d. dauma (Latham, 1790). Des de Pakistan fins a la Xina i el sud-est Asiàtic.
- Z. d. horsfieldi (Bonaparte, 1857). Des de Sumatra fins Lombok.
- Z. d. iriomotensis Nishiumi et Morioka, 2009. Illa Iriomote, a les Ryukyu.